# Bees + Things + Flowers
Bees + Things + Flowers è il dodicesimo album del gruppo acid jazz inglese Incognito, pubblicato nel 2006 dall'etichetta discografica Dôme Records.

## Tracce
1. Everybody Loves the Sunshine (Roy Ayers) - 4:17
2. Everyday (Peter Hinds, Jean-Paul Maunick) - 4:05
3. Summer in the City (Steve Boone, John Sebastian, Mark Sebastian) - 4:45
4. Always There (Allen, William Jeffrey, Ronnie Laws) - 2:30
5. Raise (Maunick, Dominic Oakenfull) - 3:18
6. Still a Friend of Mine (Richard Bull, Maunick) - 5:39
7. Tin Man (Bunnell) - 3:28
8. Crave (Matt Cooper, Maunick) - 5:32
9. Deep Waters (Bull, Maunick) - 4:58
10. You Are Golden (Maunick) - 3:52
11. That's the Way of the World (Charles Stepney, Maurice White, Verdine White) - 9:00